# Rie Yamaki
Rie Yamaki (山木 里恵, Yamaki Rie, Chiba, 2 oktober 1975) is een Japans voormalig voetbalster.

## Carrière
Yamaki speelde voor onder meer Nikko Securities Dream Ladies.
Zij nam met het Japans vrouwenvoetbalelftal deel aan de wereldkampioenschappen in 1995. Japan werd uitgeschakeld in de eerste knock-outronde door de Verenigde Staten. Daar stond zij opgesteld in alle vier de wedstrijden van Japan. Zij nam met het Japans elftal deel aan de Olympische Zomerspelen in 1996 en op de wereldkampioenschappen in 1999. Japan werd uitgeschakeld in de groepsfase.

## Statistieken
| Japans vrouwenvoetbalelftal | Japans vrouwenvoetbalelftal | Japans vrouwenvoetbalelftal |
| Jaar                        | Wed.                        | Dlp.                        |
| --------------------------- | --------------------------- | --------------------------- |
| 1993                        | 4                           | 0                           |
| 1994                        | 6                           | 0                           |
| 1995                        | 10                          | 0                           |
| 1996                        | 10                          | 0                           |
| 1997                        | 7                           | 2                           |
| 1998                        | 8                           | 1                           |
| 1999                        | 5                           | 0                           |
| Totaal                      | 50                          | 3                           |